# ولسوالی شملزائی
شملزائی یکی از ولسوالی‌های ولایت زابل در جنوب خاوری افغانستان است. جمعیت آن در سال ۲۰۰۶ میلادی، ۳۳۳۵۱ نفر اعلام شده‌است.

## منبع‌ها
1. ↑   «جمعیت‌شناسی و جمعیت ولایت زابل» (PDF). هیئت معاونیت ملل متحد در افغانستان. وزارت احیا و انکشاف دهات افغانستان. دریافت‌شده در ۱۲-۱۲-۱۳۹۰. تاریخ وارد شده در |تاریخ بازدید= را بررسی کنید (کمک)